# Территория Орегон
Территория Орегон (англ. Oregon Territory) — инкорпорированная организованная территория США, существовавшая с 14 августа 1848 года по 14 февраля 1859 года.

## Предыстория
На Орегонскую страну — западную часть Североамериканского континента, примыкающую к Тихому океану — по праву первооткрывателей претендовали ряд европейских государств (Великобритания, Россия, Испания) и США. Конвенция 1818 года ввела совместное британско-американское владение спорной территорией.
В период совместного владения изначально основную деятельность в Орегонской стране вела британская Компания Гудзонова залива (в соответствии с её терминологией о зонах операций британцы называли Орегонскую страну «Округом Колумбия»). Тем временем в 1830-х годах на эти земли стали проникать американские переселенцы, создававшие фермы, основывали миссии американские миссионеры. Когда был проложен Орегонский путь, то поток американских переселенцев вырос. Никаких государственных структур в этот период на орегонских землях не существовало.

## Формирование
В 1841 году группа поселенцев в долине Вилламетт начала проводить встречи, обсуждая вопрос об организации управления регионом. Эти задокументированные встречи проходили в лагере индейцев и первопроходцев, на месте которого впоследствии вырос городок Шампоэг. По их итогам в 1843 году было организовано Временное правительство Орегона.
Спор о границе Орегона был разрешён в 1846 году. Орегонский договор разделил спорную территорию по 49-й параллели: северная часть отошла Великобритании, южная — США. Федеральное правительство США в течение двух лет не создавало на приобретённой территории структур государственного управления, пока Конгресса не достигли известия об убийстве Уитменов. 14 августа 1848 года Конгресс принял Акт о создании Территориального правительства Орегона, чем была официально создана Территория Орегон.

## Эволюция
Изначально в состав Территории Орегон входили земли нынешних штатов Орегон, Вашингтон и Айдахо, а также западных частей штатов Монтана и Вайоминг. Первой столицей Территории, с 1848 по 1851 годы, был Орегон-Сити. С 1851 по 1855 столицей был Сейлем, затем в 1855 столица была ненадолго перенесена в Корваллис, но потом в том же году вернулась в Сейлем, который с тех пор ею и оставался.
В 1853 году земли, севернее низовьев реки Колумбия, и севернее 46-й параллели к востоку от реки, были реорганизованы в Территорию Вашингтон.
В 1857 году был собран Орегонский конституционный конвент, чтобы создать проект Конституции перед преобразованием Территории в Штат. Делегаты Конвента одобрили проект в сентябре, а население — в ноябре. 14 февраля 1859 года Территория вошла в состав США в качестве 42-го штата; при этом её восточная часть (земли нынешних южного Айдахо и западного Вайоминга) была присоединена к Территории Вашингтон.

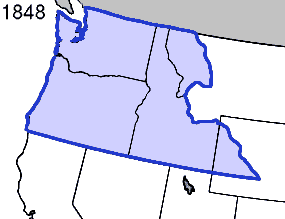
Территория Орегон в первоначальных границах 1848 года
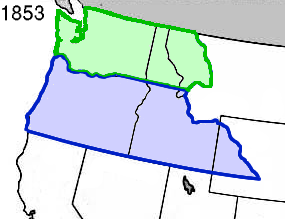
Территория Вашингтон (зелёный) и Территория Орегон (голубой) в 1853 году
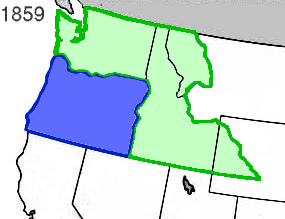
Территория Вашингтон (зелёный) и штат Орегон (синий) в 1859 году